# Port lotniczy Magnitogorsk
Port lotniczy Magnitogorsk (IATA: MQF, ICAO: USCM) – port lotniczy położony 19 km na zachód od Magnitogorska, w Baszkortostanie, w Rosji.

## Linie lotnicze i połączenia
| Linia lotnicza    | Kierunek                                          |
| ----------------- | ------------------------------------------------- |
| Aerofłot          | 1. Moskwa-Szeremietiewo                           |
| Ikar              | 1. Moskwa-Szeremietiewo Sezonowo: 1. / Symferopol |
| Nordwind Airlines | 1. Moskwa-Szeremietiewo 2. / Symferopol 3. Soczi  |
| S7 Airlines       | 1. Nowosybirsk                                    |